# ایگور کوبزار
ایگور کوبزار (روسی: Игорь Андреевич Кобзарь؛ زادهٔ ۱۳ آوریل ۱۹۹۱) بازیکن والیبال اهل روسیه و عضو تیم ملی والیبال روسیه است.
از باشگاه‌هایی که در آن بازی کرده‌است می‌توان به باشگاه والیبال زنیت کازان اشاره کرد.